# Ichneumonoidea
Ichneumonoidea este o suprafamilie de himenoptere din subordinul Apocrita. În total, taxonul grupează circa 80.000 descrise. Aceste himenoptere sunt insecte solitare, iar cele mai multe specii sunt parazitoizi - oăule sunt depuse în corpului unui alt artropod și larvele eclozate se hrănesc cu corpul gazdei din interior. Reprezentanții suprafamiliei au dimensiuni variate, de la 3 mm până la 130 mm.
Aceste insecte sunt folositoare deoarece distrug multe insecte dăunătoare agriculturii.